# Sankt Petersborg guvernement
Sankt Petersborg guvernement, senere Petrograd guvernement og senere igen Leningrad guvernement, var et guvernement i kejserdømmet Rusland og RSFSR, 1708–1927.
Det lå mellem søerne Ladoga og Peipus og modsvarede omtrent den gamle svenske Ingermanland og grænsede i nord til Finland og Olonets guvernement, mod øst til Novgorod, mod syd til Pskov og mod vest til Livland og Estland. Arealet var 53.767 km² (ikke medregnet andelene af Ladoga og Peipus).

## Grænser og terrænforhold
Ved den finske grænse var landet bakket, men for øvrig fladt, med undtagelse af nogen højder ved Krasnoje Selo. Guvernementet bestod til 40 % (i slutningen af 1700-tallet fortsat 70 %) af vådmark og skovarealer.
Hovedfloder var Neva, Luga og Narva, som førte til den Finske Bugt. Ladogas bifloder Volkhov, Sjass og Svir, de to sidst nævnte en del af det kanalsystem, som forenede Neva med Volga, var vigtige handelsveje, lige som Narva.

## Befolkning
Folkemængden (bortset fra hovedstadens) var i 1910 på 975.192 indbyggere, hvoraf 82 % russere, 15 % finner, 0,6 % estere og 1,8 % tyske kolonister, som var indvandret efter 1765. Tyve procent var protestanter, resten var overvejende russisk-ortodokse.

## Næringsliv
Jordbruget var kun lidt udviklet og gav et beskedent afkast, men industrien (produktion af bomuldstøj og silke, papir, maskiner og andre jernarbejder) var ganske livlig, især omkring Tsarskoje Selo og Jamburg. Flere store industrielle virksomheder virkede for hærens og flådens behov, især i Kronstadt, tilhørte staten.

## Administrativ inddeling
Guvernementet var inddelt i 8 kredse (ujezd): Gdov, Jamburg, Luga, Novaja Ladoga, Peterhof, Sankt Petersborg, Schlüsselburg og Tsarskoje Selo.

## Historie
I 1710 fik Ingermanlands guvernement efter den anlagte by Sankt Petersborg navneforandring til Sankt Petersborg guvernement. Guvernementet bestod af regionale administrative områder, distrikter og 29 byer: Sankt Peterborg, Narva, Schlüsselburg, Veliki Novgorod, Pskov, Laadoga, Porhov, Gdov, Opotška, Irboska, Ostrov, Staraja Russa, Velikije Luki, Toropets, Bežetskoi Verh, Ustjužna Železnopolskaja, Olonets, Beloozero, Rževa Pustaja, Zavolotšje, Kargopol, Pošehobje, Rževa Volodimirov, Uglitš, Jaroslavl, Romanov, Kašin, Tver ja Toržok. Til guvernementet hørte tilligede til fyrst Aleksandr Menšikov skænkede byer Jamburg og Koporje.
I 1719 gennemførtes på zar Peeter 1.s påbud en reform, hvorved de hidtidige russiske guvernementer blev reorganiserede, guvernører blev udnævnte og Sankt Peterborg guvernement kom til at bestå af 11 provinser og 39 byer:
1. Peterborg provins, hvortil hørte øen Kotlin med Kroonlinn, Schlüsselburg, Koporje og Jamburg amter;
2. Vyborg provins, hvortil hørte Vyborg by, Käkisalmi og Savonlinna amter;
3. Narva provins, hvortil hørte Narva by med Ivangorod og Vasknarva samt Tartu amt;
4. Velikije Luki provins, hvortil hørte byerne Velikije Luki og Toropets med amter;
5. Novgorod provins, hvortil hørte byen Novgorod med forstæderne Porhov og Novaja Ladoga og byen Staraja Russa;
6. Pskov provins, hvortil hørte byen Pskov med forstæderne Gdov, Irboska, Opotška, Ostrov, Ržev Pustoi og Zavolotš;
7. Tver provins, hvortil hørte byerne Tver, Тoržok, Staritsa, Ržev, Zubtsov, Pogoreloje Gorodištše med amter;
8. Jaroslavl provins, hvortil hørte byerne Jaroslavl og Kinešma med amter;
9. Uglitš provins, hvortil hørte byerne Uglitš, Kašin, Bežetski Verhi med amter;
10. Pošehonsk provins, hvortil hørte byerne Pošehonje, Tutajev med amter, samt
11. Belozersk provins, hvortil hørte byerne Belozersk, Ustjužna, Kargopol, Tšardonda.

Ved freden i Nystad i 1721 afstod Sverige endegyldigt sine hidtidige besiddelser til det russiske zarrige.
Ved den i 1727 gennemførte administrative reform nedlagde Rusland distrikter om underinddelinger af guvernementerne og fra Sankt Petersborgs guvernement blev i syd udskilt Novgorod guvernement med 5 provinser (Novgorod, Pskov, Velikije Luki, Tver og Belozerski provinser), dele af Jaroslavl og Uglitš provinsers arealer blev forenede med Moskva guvernement, Narva provins (Narva ås venstre breds områder) blev forenede med Tallinn guvernements Viru distrikt, Olonets-området blev forenet med Novgorod guvernement. Til Sankt Petersborg guvernement hørte kun 2 provinser:
1. Sankt Petersborg provins og
2. Vyborg provins.

Ved en ny administrativ reform i 1780 ophævedes provinserne og til guvernementerne hørte kun amter:
- Sankt Petersborg amt
- Schlüsselburg amt
- Sofia amt (Софийский уезд), senere Sofia by, forenedes med Tsarskoje Selo og amtet fik navneforandring til Tsarskoje Selo amt
- Roždestvensk amt (Рождественскй уезд), senere blev amtets institutioner overførte til Gattšina, som blev administrativt center
- Jamburg amt
- Oranienbaum amt
- Narva amt.

I 1797 udskiltes i guvernementets vestlige del områderne fra Narva å og vest på i guvernement Estlands Wesenberg kreds, men Narva by hørte frem til 1917 under Sankt Petersborg guvernements Jamburg amt. Først i 1917 blev Narva by efter en folkeafstemning forenet med guvernement Estland.
I 1871 blev Sankt Petersborg en selvstændig by.